# 卡加里亞縣
卡加里亞縣是印度的一個縣，位於該國東北部，由比哈爾邦負責管轄，面積1,485平方公里，每年平均降雨量1,182毫米，2011年人口1,657,599，人口密度每平方公里1116人。

## 外部連結
- Khagaria Information Portal

25°30′00″N 86°28′12″E / 25.50000°N 86.47000°E